# HD 203358
恒星HD 203358，又名BD+31 4425，SAO 71230、HR 8166，视星等5.68，位于銀經79.6，銀緯-12.18，B1900.0坐标为赤經21h 16m 36.8s，赤緯+32° -12.18′ 45″。